# Gaiteros del Zulia
O Gaiteros del Zulia é uma agremiação profissional de basquetebol situada na cidade de Maracaibo, Zulia, Venezuela que disputa atualmente a LPB.

## Conquistas
Liga Venezuelana  (4x) 
1984, 1985, 1996, 2001